# سادومازوخیسم

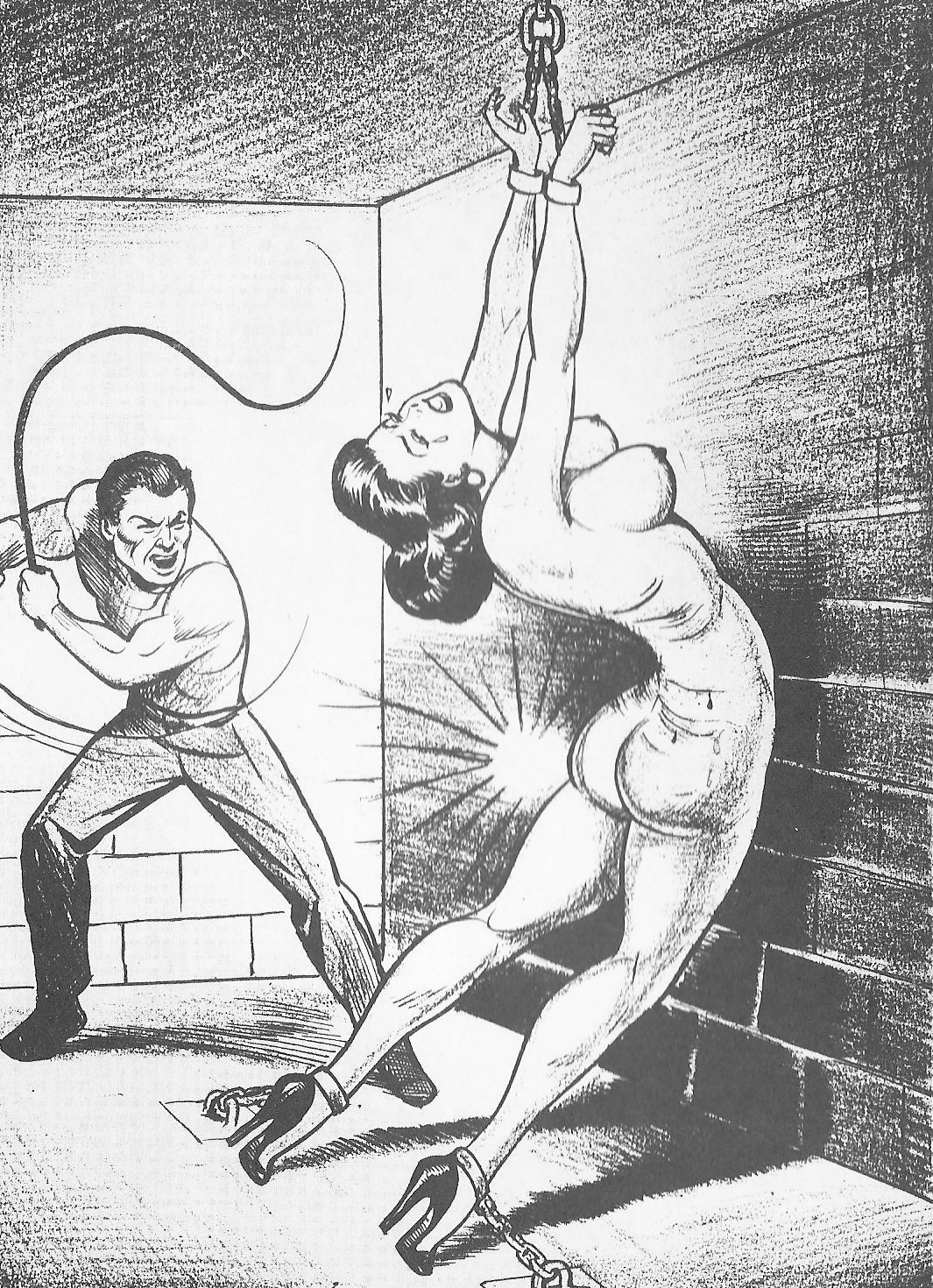
تصویری از کُمیک (داستان مصور) شب‌های وحشت اثری از جو شوستر (دهه ۱۹۵۰)، خالق سوپرمن

سادومازوخیسم یا آزارگری و آزارخواهی یا خود دِگر آزاری (به انگلیسی: Sadomasochism) از دو نقطه مقابل انحراف سادیسم (دِگَرآزاری) و مازوخیسم (خودآزاری)، آزار، خوارشماری دیگران و بی‌احترامی به آن‌ها (سادیسم) یا آزار دیدن یا مورد بی‌احترامی و تحقیر دیگران قرار گرفتن (مازوخیسم) که سبب ارضای روانی می‌شود. این نابِهنجاری به تعاملاتی گفته می‌شود که در آن، یک شخص، با آزار دادن فرد دیگری که از درد کشیدن و تحقیر شدن لذت می‌برد، ارضا می‌شود.

## ریشه‌یابی
آزارگری و آزارطلبی جنسی هر دو ماهیتی مزمن دارند. در حالت شدید این فعالیت، قربانی ممکن است متحمل جراحات جدی شده یا جان خود را از دست بدهد. برخی متخصصان روان‌شناسی و روان‌پزشک بر این باورند که ریشه‌های آزارگری و آزارطلبی را باید در دوران کودکی جستجو کرد و برخی دیگر به نقش احتمالی عوامل زیستی اشاره کرده‌اند. فرد آزارطلب از طریق آزار دیدن، ترجیحاً تحقیر شدن و کتک خوردن به ارضای روحی می‌رسد. افراد آزارطلب خیال‌پردازی‌هایی دارند که اغلب در دوران کودکی آغاز می‌شوند. در این خیال‌پردازی‌ها آن‌ها به بند کشیده می‌شوند، شکنجه می‌شوند، مورد تجاوز جنسی قرار می‌گیرند، یا به طریق دیگری با آن‌ها بدرفتاری می‌شود. فراوانی این خیال‌پردازی‌ها و اعمال در زنان خیلی بیشتر از مردان است.

## واژه‌شناسی
مازوخیسم (خودآزاری یا آزارخواهی) نام خود را از فعالیت‌های لئوپولد فون زاخر-مازوخ (۱۸۳۶–۱۸۹۵) رمان‌نویس اتریشی سده نوزدهم میلادی گرفته است که شخصیت‌های داستان‌هایش از اینکه مردان با آنان بدرفتاری کنند و بر آن‌ها تسلط یابند لذت جنسی می‌بردند. مازوخ در معروف‌ترین کتاب خود «ونوس خزپوش» داستان زن دانشجوی جوانی به نام واندا را روایت می‌کند که سر و وضعی مناسب و زندگی مرفهی دارد و در زمان دانشجویی در همسایگی خود با مرد جوانی به نام سورین آشنا می‌شود، اشراف‌زاده‌ای بسیار جذاب و تنومند که زن جوان را اسیر خود می‌کند. زن که در خود تمایل به بردگی و شکنجه شدن را پیش از این آشنایی کشف کرده بود، فهمید که در هیئت این مرد می‌تواند آرزوهایش را محقق سازد. به این ترتیب رابطه ارباب و برده بین سورین و واندا شکل می‌گیرد که کل روایت بر آن استوار است.

## خودآزاری

### خودآزاری روانی
در خودآزاری روانی، فرد مبتلا به دنبال لذت بردن از آسیب‌ها و آزارهای روانی و کلامی است. از جمله این آسیب‌ها می‌توان به تحقیر شدن، اهانت‌های کلامی و ناسزا شنیدن و مورد تمسخر واقع شدن اشاره کرد.

### خودآزاری فیزیولوژیکی
در خودآزاری فیزیولوژیکی، که نسبت به نوع اول حادتر و خطرناک‌تر است، آسیب‌ها و آزارهای روانی و کلامی، به تنهایی نمی‌توانند فرد مبتلا را به لذت و رضایت برسانند. در این نوع خودآزاری، فرد مبتلا علاوه بر آسیب‌های روانی، به دنبال لذت بردن از آسیب‌ها و آزارهای فیزیکی و جسمانی است. از جمله این آسیب‌ها می‌توان به خودزنی و تنبیه‌ها و شکنجه‌های بدنی اشاره کرد که توسط خود فرد یا به دست دیگران انجام می‌شود.

### خودآزاری احساسی
در خود، افرادی را شامل می‌شود که به‌دنبال تفکر و تخیل‌سازی این انحراف، هستند؛ یعنی آزار دیدن و تحقیر شدن در تخیلات، درصدی از افرادی که دچار خودآزاری هستند، آزار دیدن و تحقیر شدن را در تخیلات خود مجسم می‌کنند و لذت می‌برند.

## سادیسم

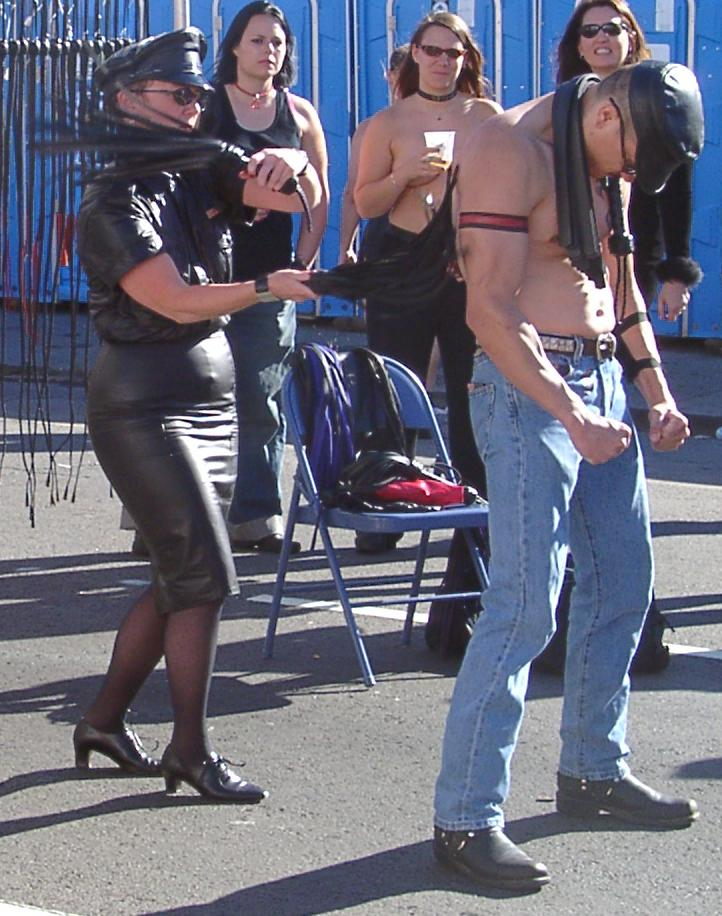
سادومازوخیسم یا آزارگری و آزارخواهی

سادیسم عبارت است از علاقه به آزار دادن دیگران به صورت جسمی، روانی و جنسی، به گونه ای که این آزار رساندن، موجب لذت و آرامش فرد آزاررسان شود.
این افراد از تحقیر و تمسخر و آزار روحی یا جسمی یا جنسی افراد به خصوص در حضور دیگران لذت زیادی می‌برند و گاهی رفتارهای پرخاشگرانه یا در شکل حاد آن جنایتکارانه از خود بروز می‌دهند.
روان‌درمانی تحلیلی و رفتاردرمانی، شرکت در گروه‌های خودیاری و همچنین خانواده‌درمانی، کاهش استرس‌های محیطی و دارو برای درمان به کار می‌رود.
انواع سادیسم به قرار زیر است:
الف: سادیسم ذهنی – که شخص صحنه‌های سادیستی را تجسم می‌نماید ولی اقدام به آزار دیگران نمی‌نماید.
ب: سادیسم احساسی – که شخص از تحقیر و آزار روحی دیگران لذت می‌برد و از پایمال کردن شخصیت دیگران احساس رضایت می‌کند.
ج: سادیسم بدنی – که شخص به آزار دیگران می‌پردازد و از ضرب و جرح ساده تا (در مواقع حاد) قتل افراد مورد نظر خود پیش می‌رود.

در علم روان‌شناسی و در فرضیه‌ها و تئوری‌های رفتارشناسی، عبارت سادومازوخیسم جایگزین هردو عبارت دیگرآزاری و خودآزاری شده و به‌طور عام مورد استفاده قرار می‌گیرد. تعاریف علمی این رفتارها طی دهه‌های گذشته تغییر بنیادی یافته و با توجه به پژوهش‌های تازه علمی، به روز و کارآمدتر شده و می‌شوند. ریچارد فریهر (ریشارد فون کرافت-ابینگ) در قرن نوزدهم میلادی این عبارات را در علم روانکاوی مطرح ساخت و از متحول شدن مفاهیم دیگرآزاری و خودآزاری در علم پزشکی گفتگو کرد که به برداشت‌های دوران اخیر از این مباحث به عنوان پارافیلیا منجر شد که در راهنمای علائم و نشانه‌های ناهنجاری‌های ذهنی (دی‌اس‌ام) به آن اشاره شده است. در همین راستا، در طبقه‌بندی «دی.اس.ام. سه» (DSM-III)، در سال ۱۹۸۰ میلادی دیگرآزاری به عنوان اختلال روانی دسته‌بندی شده است در حالی که از زمان انتشار طبقه‌بندی «دی.اس.ام. چهار» (DSM-IV) در سال ۱۹۹۴، از آن به عنوان یک ویژگی شخصیتی نام برده می‌شود؛ بنابراین، دیگرآزاری به صرف وجود داشتن، بیماری نیست و در افراد و جوامع گوناگون مرزها و محدودیت‌های متفاوتی دارد.
واژه سادیسم از نام مارکی دو ساد (۱۷۴۰–۱۸۱۴)، نویسنده فرانسوی آثار اروتیک آغشته به فلسفه و خشونت برگرفته شده است. در سال ۱۸۳۴ میلادی اولین بار استفاده شد و در سال ۱۸۶۲ میلادی توسط یسن ۷۴ سالگی درگذشت. وی نویسنده چندین داستان از جمله «ضرر تقوی و برکت شرارت» می‌باشد که در آن صحنه‌های سادیسی و شکنجه و آزار توأم با لذت جنسی را وصف نموده است.
در سال ۱۸۸۶، روان‌شناس اتریشی با استفاده از این واژه در پژوهش‌های خود، این تعاریف را در علم روان‌شناسی تثبیت کرد. زیگموند فروید نیز در سه مقاله در ارتباط به تئوری‌های خویش که بر نظریه‌های جنسی تأکید می‌کردند از این واژه‌ها استفاده نمود که در علم پزشکی این لغات را گسترش داد.

## دیدگاه روانکاوی

### زیگموند فروید
زیگموند فروید معتقد بود، آزارخواهی ناشی از برگشت تخیلات تخریبی به طرف خود است. در برخی موارد فرد فقط وقتی می‌تواند احساس جنسی را تجربه کند که در پی آن تنبیهی در کار باشد.

### کارن هورنای و اریش فروم
کارن هورنای و اریش فروم دو تن از روان‌شناسان نوفرویدی نیز این پدیده را مورد بررسی قرار دادند. از دیدگاه هورنای فرد مازوخیست خود را زیر چتر حمایت دیگران قرار می‌دهد و با زیر پا گذاشتن فردیت و مستهلک شدن در «طرف» تا حدی ایمنی به دست می‌آورد. این‌گونه ایمنی بدان می‌ماند که کشوری کوچک با تسلیم حقوق و استقلال خود به کشور بزرگتر و متجاوز به امنیت برسد و مورد پشتیبانی آن کشور قرار گیرد. اریش فروم با اینکه بیشتر از منظر اجتماعی به این پدیده نگاه می‌کرد اما نظری مشابه هورنای داشت. فروم بر این عقیده بود که در افراد مازوخیست هراسی عظیم از تنهایی و ناتوانی موج می‌زند از این رو برای رهایی از قید مسئولیت و تصمیم‌گیری می‌کوشند تا جزئی شوند از کل نیرومندتری که بیرون از آن‌ها است. این کل نیرومند ممکن است یک شخص یا یک مؤسسه، خدا، ملت، وجدان یا وسواسی روانی باشد. فروم در رابطه با سادیسم که نقطه مقابل مازوخیسم می‌باشد معتقد بود ماهیت سائق‌های سادیستی لذتی است که از برتری و غلبه بر کسی دیگر حاصل می‌شود و همانگونه که تسلط، حالت انحرافی قدرت است، سادیسم جنسی نیز صورت منحرف محبت جنسی است. چرا که عشق و محبت بر برابری و آزادی استوار است و اگر بر از دست رفتن تمامیت یکی از طرفین مبتنی شد، دیگر عشق نیست.

### ژیل دلوز
ژیل دلوز فیلسوف فرانسوی از معدود متفکرانی است که به‌طور جدی به آثار مازوخ از جمله رمان مشهور او «ونوس خزپوش» پرداخته.

### آلبر کامو
آلبر کامو نویسنده و فیلسوف الجزایری-فرانسوی در کتاب انسان طاغی (عصیانگر) به بررسی شخصیت مارکی دو ساد می‌پردازد. او می‌نویسد:
- «منطق ساد، او را به جهانی بی‌قانون هدایت می‌کند که در آن تنها فرمانروا میل جنسی است با قدرت بی‌کرانش.»
- «تصاحب کسی که قصد کشتنش را داریم، جفت‌گیری توأم با درد، این است آن لحظه آزادی کاملی که هدف تمامی تشکیلات قصرهای ساد است.»
- «داشتن حق نابود کردن، ایجاب می‌کند که خود شخص نیز در معرض نابودی قرار گیرد.»
- «لگام‌گسیخته‌ترین عصیان، یعنی مطالبه کامل آزادی به بردگی اکثریت می‌انجامد.»
- «خدا در اندیشه ساد، در هیئت خدایی جنایتکار مجسم می‌شود که بشر را نابود و نفی می‌کند. به عقیده ساد، این واقعیت را که قتل از ویژگی‌های ربوبیت است، می‌توان به روشنی در تاریخ مذاهب دید. در این صورت، بشر برای چه باید پرهیزگار باشد؟ نخستین حرکت ساد در مقام زندانی این است که با دست زدن به عملی افراط‌آمیز واکنش نشان دهد. حال که خدا انسان را می‌کشد و نفی می‌کند، هیچ چیز نمی‌تواند انسان را از کشتن و نفی همنوعانش بازدارد.»[۱۰]

### ژان-پل سارتر
ژان-پل سارتر فیلسوف و نویسنده فرانسوی در کتاب هستی و نیستی در رابطه با این پدیده می‌نویسد:
- «سادیسم دارای قدرتی جنون‌آسا و گستاخ‌آمیز است، به‌طوری‌که دیگری را خلع سلاح می‌کند و در حالی که در صدد است از بدن دیگری یک آلت بی‌جان بسازد، حاضر نیست بدن خود را در اختیار لذت او بگذارد و از رنج کشیدن و پایکوبی معشوق لذتی را می‌برد که عاشق از وصال معشوق بهره‌مند می‌شود.»
- «سادیسم به مفهوم کلی در تمام مدت عمل با آزادی می‌جنگد، یعنی در حالی که می‌خواهد آزادی را از دیگران بگیرد و او را به اسارت بکشد افراط در این اسارت کار را به جایی می‌رساند تا خودش را نیز نابود سازد.»
- «مازوخیسم یک نوع کوشش و تلاش خستگی‌ناپذیر و تقریباً همیشگی است که سعی می‌کند خود را در برابر دیگری در حقیرترین وضع قرار دهد و از آن لذت ببرد.»[۱۱]

## در جوانان
خودآزاری ریشه در مشکلات عمیق و اساسی روحی دارد. به همین دلیل تشکیل گروه‌هایی که از چنین افرادی حمایت کنند، بسیار حیاتی است؛ زیرا در حال حاضر خودکشی دومین عامل مرگ در افراد زیر ۲۵ سال در سراسر جهان است.

## آزارگری - آزارخواهی جنسی
بسیاری از افراد در آمیزش جنسی خود به اعمال دردناک خفیفی مثل گاز گرفتن، نیشگون گرفتن و سیلی زدن مبادرت می‌ورزند. وقتی هر دو شریک جنسی از این اعمال لذت می‌برند، این رفتارها لذت جنسی را افزایش می‌دهند. اما افراد آزارگر و آزارطلب غالباً نه تنها از اعمال دردآور خفیف، پا را فراتر می‌گذارند، بلکه تنها با توسل به این رفتارها می‌توانند به لذت جنسی برسند. فرد آزارگر زمانی به اوج لذت جنسی می‌رسد که دیگران را تحقیر کند یا آن‌ها را آزار دهد. غالباً به این کار «تأدیب» می‌گویند. ارضای جنسی فرد آزارطلب به دربند بودن-یعنی آزار دیدن، تحقیر شدن، درد کشیدن و برخورد بد از سوی دیگران-بستگی دارد. آزارگری و آزارطلبی هم در روابط دگرجنس‌گرایانه و هم در روابط همجنس‌گرایانه روی می‌دهند، آزارگری و آزار طلبی جنسی به‌طور کلی چندان شناخته شده نیست و هنوز تحقیقات بر روی ان ادامه دارد.

### ویژگی‌ها
برای آزارگری و آزارطلبی پنج ویژگی را می‌توان شاهد بود:
- توافق در مورد اینکه کدام یک مسلط و کدام یک مطیع باشند.
- آگاهی هر دو شریک جنسی از نقشی که بر عهده دارند.
- رضایت هر دو طرف.
- حال و هوای جنسی.
- آگاهی هر دو طرف از اینکه رفتارشان ماهیتی آزارگرانه-آزار طلبانه دارد (واینبرگ و همکاران، ۱۹۸۴ به نقل از ساراسون و ساراسون، ۲۰۰۵ صفحه ۳۷۵).[۵]

### بیماری‌زایی
افراد دچار آزارخواهی جنسی، ممکن است در دوران کودکی تجاربی داشته‌اند که آن‌ها را متقاعد کرده که درد کشیدن، پیش‌شرط لذت جنسی است. حدود ۳۰٪ مبتلایان به آزارخواهی جنسی، تخیلات آزار گرایانه نیز دارند. آزارخواهی اخلاقی عبارت‌است از احساس نیاز به رنج کشیدن که همراه تخیلات جنسی نیست.

### ملاک‌های DSM-IV برای آزارخواهی جنسی
- در طول یک دوره حداقل شش‌ماهه به‌طور مکرر رفتارها، امیال یا تخیلات قوی برانگیزنده جنسی مربوط به اعمال واقعی (و نه وانمودی) تحقیر شدن، کتک خوردن، به بند کشیده شدن یا هر عمل رنج‌آور دیگری دیده می‌شود.
- رفتارها، تخیلات و اعمال جنسی سبب ناراحتی چشمگیر بالینی یا اختلال در کارکرد اجتماعی، شغلی یا سایر حوزه‌های مهم کارکردی مشخص می‌شوند.